# Барабашов, Николай Павлович
Никола́й Па́влович Барабашо́в (18 (30) марта 1894, Харьков, Российская империя — 29 апреля 1971, Харьков, Украинская ССР, СССР) — советский астроном, основатель Харьковской школы планетологии, академик АН УССР (1948), Герой Социалистического Труда (1969).

## Биография
Родился в семье профессора офтальмологии и заведующего офтальмологической клиникой медицинского факультета Харьковского университета, Павла Николаевича Барабашева; мать, Валентина Васильевна — выпускница Харьковской консерватории, решившая посвятить свою жизнь детям.
С юношеских лет будущий учёный начал проявлять интерес к астрономии, уже в пятнадцатилетнем возрасте он опубликовал свои первые заметки о наблюдениях солнечных пятен, Венеры и Марса во французском журнале «Астрономия» и в «Известиях Русского общества любителей мироведения». В 1912 году Н. П. Барабашов с серебряной медалью окончил гимназию и поступил на физико-математический факультет Юрьевского университета. Почти сразу же учебу пришлось прервать из-за туберкулёза лёгких. После лечения в Италии Барабашову удалось поправить состояние здоровья и продолжить образование в родном городе — на физико-математическом факультете Харьковского университета. По его окончании остался при астрономической обсерватории. Сразу на инженерно-научную должность устроиться не удалось, только в 1922 году Барабашов был зачислен в штат сотрудников в качестве астронома-наблюдателя. С этого времени вся его работа была направлена на научные исследования, педагогическую, просветительскую деятельность и развитие науки.
В круг научных интересов Н. П. Барабашова входили исследования Солнца, новых и переменных звезд, наблюдения метеоров и комет, а также исследование Луны и планет, но со временем он сконцентрировал все своё внимание на планетологии. На выбор тематики научных исследований в определённой мере повлияло общее состояние советской и мировой астрономии первой половины XX века. Многие направления, такие как внегалактическая астрономия и космология, с одной стороны, ещё не были окончательно выделены в отельные ветви астрономии, а с другой — страдали от серьезных внутренних противоречий и нерешённых вопросов философского характера. Кроме того, астрофизические наблюдения далеких объектов требовали чувствительных приёмников излучения и мощных оптических систем, а в распоряжении обсерватории было лишь несколько небольших рефлекторов. В то же время в области исследований Солнечной системы уже не существовало серьезных противоречий, и благодаря работам Циолковского среди астрономов росло понимание того, что уже в обозримом будущем человечество войдет в эру космических исследований и сможет достигнуть других планет. Все эти факторы в совокупности обусловили повышенный интерес к телам Солнечной системы как к объектам, достаточно близким и ярким для наблюдений с помощью имеющейся оптики и нуждающимся в более детальном изучении с поверхности Земли для подготовки информационной научной базы для предстоящих исследований прямыми методами.
В 1933 году Барабашов стал заведующим кафедрой астрономии, в 1936 году — получил учёную степень доктора физико-математических наук.
В период эвакуации в Кзыл-Орде на базе Киевского и Харьковского университетов был сформирован Объединённый Украинский университет, где Барабашов возглавил кафедру астрономии и теоретической механики. В 1943—1945 годах Барабашов был ректором Харьковского университета, но впоследствии оставил пост по состоянию здоровья.
Понимая необходимость усовершенствования наблюдательных инструментов, ещё в довоенное время Н. П. Барабашов ставил вопрос о строительстве загородной наблюдательной базы. Подготовка к её созданию была прервана Второй мировой войной, за которой последовали тяжёлые годы восстановления. Благодаря его усилиям в 1960-х годах была создана Чугуевская наблюдательная станция.
На протяжении всей жизни Н. П. Барабашов вёл большую педагогическую и общественную работу, способствуя донесению научных результатов до широких масс и повышению интереса к астрономии у молодёжи. В 1957 году в том числе благодаря его инициативе был открыт Харьковский планетарий. Более 15 лет учёный возглавлял Комиссию по физике планет Астрономического совета АН СССР.

## Научная деятельность

Бюст Барабашова в Харькове

В начале 1910-х годов под руководством В. Г. Фесенкова в рамках своей дипломной работы Барабашов занялся определением отражательной способности Земли. Поскольку от эпохи космонавтики то время отделяло ещё почти полвека, провести прямые измерения не представлялось возможным. Поэтому исследовать земное альбедо можно было только с помощью косвенного метода — по интенсивности пепельного света Луны, который представляет собой излучение, отражённой земной поверхностью в сторону нашего спутника. В ходе этой работы было обнаружено изменение яркости лунных морей в течение лунного цикла, причём яркость достигала своего максимума в полнолуние. Кроме того, были получены количественные данные, подтверждающие давно известную особенность отражения света лунной поверхностью: яркость морей выглядит одинаковой вне зависимости от их расположения на диске, лунный диск как бы выглядит «плоским». Галилео Галилей, который первым обнаружил и отметил в своих записях эту особенность, дал ей правильное качественное объяснение, предположив, что поверхность Луны сильно изрыта и имеет высокую шероховатость, так что даже на участках, находящихся близко к лимбу, всегда найдутся площадки, ориентированные так, что отражённое ими излучение будет попадать к наблюдателю.
Дальнейшие исследования лунной поверхности с помощью фотометрических, спектроскопических и поляриметрических методов позволили к 1918 году установить, что поверхность Луны слагается из вулканических пород базальтового типа с большой пористостью (до 60—70 %). В 1920—1926 гг. с помощью 270-миллиметрового рефлектора Н. П. Барабашов провёл большой ряд визуальных наблюдений Марса в различных диапазонах спектра, результатом которых стало составление карты поверхности планеты. С 30-х годов для изучения Луны и планет на обсерватории стали применяться методы фотографической фотометрии. Например, в течение многих лет на том же небольшом инструменте проводились систематические наблюдения Луны, по которым ученицей Н. П. Барабашова Валентиной Федорец была проведена абсолютизация фотометрических данных и составлен каталог деталей лунной поверхности.
Результаты фотометрических исследований харьковской школы планетоведения оказали влияние на развитие советской космонавтики, создав необходимую базу знаний о свойствах поверхностей Луны и других планет.
Барабашову удалось существенно продвинуться в исследовании Марса, в 1933 и 1939 годах он провёл обширную фотографическую фотометрию его поверхности в различных светофильтрах, что позволило определить её оптические характеристики (альбедо, цвет различных образований, закон отражения и др.). Кроме того, была установлена двухкомпонентная природа полярных шапок Марса (атмосферная и поверхностная составляющая), сделана более точная оценка атмосферного давления. В 1932 году установил, что отражение света от видимой поверхности Венеры имеет «квазизеркальный» характер. Исследования надоблачной атмосферы Юпитера позволило сделать оценку её толщины и показать, что она невелика, а светлые и тёмные полосы лежат примерно на одной и той же высоте. Результаты наблюдений Сатурна привели Н. П. Барабашова к выводу, что вещество во внутренней зоне колец простирается вплоть до самой поверхности планеты.
Будучи руководителем астрономической обсерватории, Барабашов уделял внимание и другим научным направлениям. Благодаря его инициативе в 1935 г. Н. Г. Пономарёвым был собран первый советский спектрогелиограф, который сыграл значительную роль в развитии Службы Солнца в СССР.
В 1950-х годах Барабашов и его ученик И. К. Коваль, занимаясь исследованием Марса в различных светофильтрах, обнаружили, что марсианские моря выглядят «зеленее», чем материки, и подтвердили распространение волны потемнения по поверхности Марса, начинающейся каждую весну. Позднее эти результаты были объяснены сезонными атмосферными явлениями, в частности — возникновением глобальных пылевых бурь.
Продолжая изучение Луны, Барабашов использовал для дальнейшего продвижения и данные лабораторных исследований. Он стремился подобрать такие образцы материалов, оптические свойства которых были бы максимально близки к наблюдаемым свойствам лунной поверхности. При этом он хотел проверить, в какой мере облучение частицами солнечного ветра влияет на отражательные свойства материалов. По его просьбе Институтом ядерной физики в ХФТИ был проведён длительный эксперимент по бомбардировке образцов протонами. Выяснилось, что облучение существенно влияет на свойства материалов и должно учитываться при интерпретации фотометрических данных по Луне.
Вместе со всей Харьковской обсерваторией Н. П. Барабашов принимал участие в обработке данных космической программы «Луна-3» и стал одним из авторов и редактором первого «Атласа обратной стороны Луны», а позднее руководил созданием фотометрического каталога деталей обратной стороны Луны, составленного по данным АМС «Зонд-3».

## Место жительства
До войны жил в родительском доме по ул. Змиевско́й, 1 (сейчас снесён), на крыше которого ещё студентом в 1916 году построил домашнюю обсерваторию с куполом. Затем (с 1950 по 1971 гг.) жил в «сталинском» доме на Пушкинской над кинотеатром им. Жданова.

## Награды и звания
За заслуги перед советской наукой Н. П. Барабашов был награждён четырьмя орденами Ленина, орденом Трудового Красного Знамени и медалями. В 1969 году был удостоен звания Героя Социалистического Труда.

## Память
- Имя Барабашова носят кратер на Марсе и малая планета 2883.
- В честь Барабашова была названа станция «Барабашова» Харьковского метрополитена. По имени станции получил название рынок "Барабашово" один из крупнейших в мире вещевых рынков. В 2003 году станция метро была переименована в «Академика Барабашова», чтобы подчеркнуть, что она названа в честь знаменитого учёного.
- В честь академика была названа улица на Салтовке.
- Премия имени Н. П. Барабашова учреждена Национальной академией наук Украины за работы в области физики планет, звёзд и галактик[6].